# Кобейтуз
Кобейтуз (каз. Көбейтұз) — солёное бессточное озеро в Казахстане. Расположено на высоте 253 м над уровнем моря, на территории Ерейментауского района Акмолинской области, к северо-востоку от города Ерейментау, к северу от станции Коржинколь, к востоку от горько-солёного озера Тениз и озера Курбетколь, к северо-востоку от солёного озера Кииксор и к западу от солёного озера Ойнаксор. Озеро имеет округлую форму.

## Гидрологические характеристики
Длина озера составляет 3,5 км, ширина 3,1 км, площадь — 6,9 км². Солёность воды — 334 г/л. Вода пополняется за счёт осадков и подземных вод. Озеро замерзает с ноября по апрель.
Раз в несколько лет озеро окрашивается в розовый цвет. Считается, что розовый оттенок воде придаёт присутствие водоросли дуналиелла солоноводная.
Озеро испытывает сильную антропогенную нагрузку из-за большого количества отдыхающих.